# Nobel (album)
Nobel è un album in studio del cantautore italiano Gian Pieretti, pubblicato nel 2019.

## Descrizione
L'album è composto di undici tracce tratte dal repertorio di Bob Dylan e di una cover di Deportee di Woody Guthrie, tutte con i testi in italiano di Gian Pieretti; il titolo deriva dal premio Nobel ricevuto da Dylan.
In passato Pieretti aveva già interpretato in italiano canzoni di Dylan, nell'album Caro Bob Dylan... pubblicato nel 1997.
Il disco è stato registrato agli Homberger Studios di Torino; tra i musicisti che hanno partecipato all'incisione vi sono due componenti dei Nuovi Angeli (Marco Bonino, che ha curato gli arrangiamenti, e Paki Canzi), Dino e il chitarrista blues Slep.
Per il lancio del disco è stato girato il video di uno dei brani, Una forte pioggia cadrà; inoltre è stato promosso da alcuni concerti (realizzati da Pieretti con Marco Bonino).

## Tracce
1. Bussando alla porta di Dio (Knockin' on Heaven's Door) – 4:12 (testo: Gian Pieretti – musica: Bob Dylan)
2. I tempi stanno cambiando (The Times They Are a-Changin') – 3:41 (testo: Gian Pieretti – musica: Bob Dylan)
3. Come una donna (Just Like a Woman) – 4:22 (testo: Gian Pieretti – musica: Bob Dylan)
4. Lo sai anche tu (If Not for You) – 3:43 (testo: Gian Pieretti – musica: Bob Dylan)
5. La risposta (Blowin' in the Wind) – 2:54 (testo: Gian Pieretti – musica: Bob Dylan)
6. Non sono io quell'uomo (It Ain't Me Babe) – 3:41 (testo: Gian Pieretti – musica: Bob Dylan)
7. Come si sta (Like a Rolling Stone) – 5:38 (testo: Gian Pieretti – musica: Bob Dylan)
8. Mr. Tamburino (Mr. Tambourine Man) – 3:09 (testo: Gian Pieretti – musica: Bob Dylan)
9. Ricorda (My Back Pages) – 3:03 (testo: Gian Pieretti – musica: Bob Dylan)
10. La nave magica (Make You Feel My Love) – 3:34 (testo: Gian Pieretti – musica: Bob Dylan)
11. Deportee (Deportee) – 4:02 (testo: Gian Pieretti – musica: Woody Guthrie)
12. Una forte pioggia cadrà (A Hard Rain's A-Gonna Fall) – 4:59 (testo: Gian Pieretti – musica: Bob Dylan)

## Formazione
- Gian Pieretti – voce, armonica a bocca
- Marco Bonino – chitarra, basso, batteria, arrangiamenti, cori
- Paki Canzi – pianoforte, organo hammond
- Slep – slide guitar
- Dino (Eugenio Zambelli) – cori